# Lidingöbanan
Лідінґебанан (швед. Lidingöbanan) — лінія легкої залізниці у Стокгольмі, Швеція, між Ропстен і Гошага-брюгга , що обслуговує південну половину острова Лідінге.
«Лідінґебанан» походить від  «Стокгольм - Південна залізниця Лідінге» (швед. Stockholm-Södra Lidingöns Järnväg), запропонованої винахідником Густавом Даленом, відкрита для руху в 1914 році. 
В 1925 році по відкриттю моста Лідінге відкрито прямий, без порому, рух до Стокгольму. 
Перевезення пасажирів на «Лідінґебанан», що юридично належить до залізниць , завжди здійснювалося за допомогою трамваїв, проте у минулому по лінії також був вантажний рух.
Використовувалися трамвайні вагони типу A30/A30B і B30/B30B.
Влітку 2013 лінію «Лідінґебанан» було закрито на оновлення. Були замінені колії, деякі одноколійні дістанції були замінені двоколійними, трамваї замінили на Тип A32.
«Лідінґебанан» складається з єдиної лінії довжиною 9,2 км з 14 зупинками 
, 
маршрутний номер лінії - 21. На кінцевій зупинці Ропстен є пересадка на Стокгольмське метро (червона лінія 13).
Лінія повністю проходить по виділеній смузі, дистанцій із суміщеною трасою немає, але є переїзди з автошляхами.